# Tříkrálové ostrovy

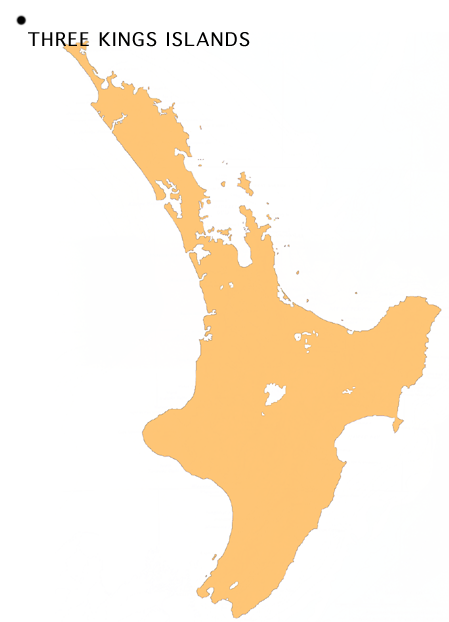
Poloha Tříkrálových ostrovů

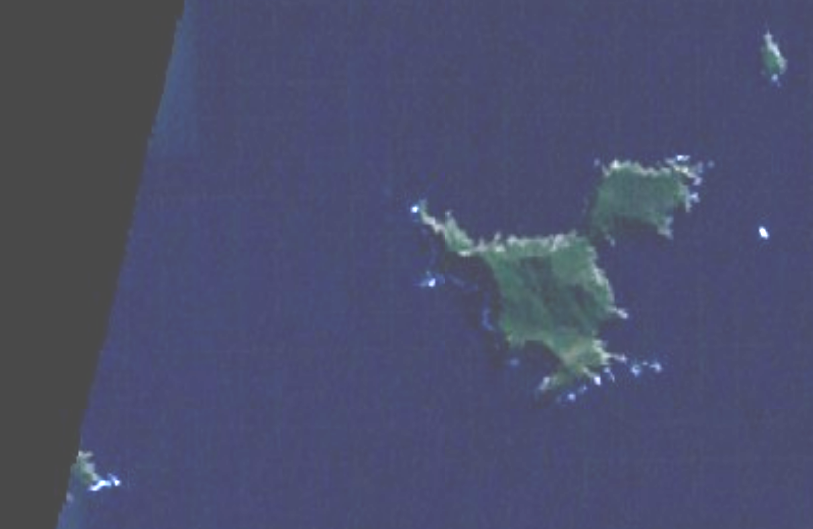
Snímek NASA ve viditelném spektru

Tříkrálové ostrovy, anglicky Three Kings Islands, maorsky Manawa-tawhi či Ngā Motu Karaka, je skupina 13 ostrovů ležících zhruba 55 kilometrů severozápadně od mysu Reinga, nejseverozápadnějšího místa Nového Zélandu.
Ostrovy mají rozlohu 4,86 km² a leží na podmořské plošině – Three Kings Bank. Od Severního ostrova jsou odděleny 8 kilometrů širokou a 200 až 300 metrů hlubokou podmořskou prohlubní. Navzdory své blízkosti novozélandské pevnině jsou ostrovy zařazeny k Novozélandským odlehlým ostrovům. Ostrovy jsou součástí Nového Zélandu, ale nejsou částí žádného novozélandského správního regionu, místo toho spadají pod Area Outside Territorial Authority, jako všechny ostatní odlehlé ostrovy (s výjimkou Solander Islands).
Ostrovy byly pojmenovány 6. ledna 1643 nizozemským mořeplavcem Abelem Tasmanem, který se o tři týdny dříve stal prvním Evropanem, který kdy spatřil Nový Zéland.
Tasman zakotvil u ostrovů, když hledal vodu. Byl svátek zjevení Páně, den, kdy bibličtí Tři králové navštívili Ježíše v Betlémě, podle nich pojmenoval Tasman ostrovy. Tasman rovněž pojmenoval severní výběžek Severního ostrova mysem Maria van Diemen, po ženě Anthony van Diemena, generálního guvernéra Nizozemské východní Indie (nyní Indonésie). Pouze tyto dva geografické názvy dané Tasmanem se dochovaly dodneška. Tasman objevil ostrovy obydlené Maory, ale od roku 1840 byly už neobydleny. Populace Maorů pravděpodobně nikdy nepřesáhla 100 obyvatel.
V roce 1945 G. T. S. Baylis objevil na Tříkrálových ostrovech endemický druh stromu Pennantia baylisiana, který byl považován za jeden z nejvzácnějších a nejohroženějších stromů světa. Teprve neobyčejná pečlivost věnovaná rozmnožení stromu na Novém Zélandu znamenala pro tento vzácný druh jistotu přežití, přesto je rozšíření stromu nadále pečlivě sledováno. Další endemit na Tříkrálových ostrovech je rostlina Tecomanthe speciosa a Elingamita johnsonii. V roce 1995 byly ostrovy vyhlášeny přírodní rezervací.
Skupina Three Kings se dělí do dvou podskupin se čtyřmi hlavními nehostinnými ostrovy a počtem menších skalisek na podmořské plošině nazývané King Bank, která vystupuje ze značných hloubek. V okolním moři je dobrá viditelnost a vody překypují životem, což přitahuje stovky potápěčů. Další podmořskou zajímavostí je vrak lodi Elingamite, která zde ztroskotala 9. listopadu 1902.

## Skupina King
- Se 4,04 km² je Great Island, též King Island, Maorům znám jako Ohau či Manawatawhi, zdaleka největší ostrov souostroví. Severovýchodní poloostrov má kolem 1 km², je oddělen 200 metrů širokou a více než 80 vysokou šíjí oddělující North West Bay od South East Bay. Ostrov dosahuje ve své západní části 295 metrů nad mořem, zatímco poloostrov dosahuje 184 metrů poblíž západních útesů. Ostrov hraje významnou roli v tradiční maorské mytologii, ve které se duše mrtvých Maorů vrací do jejich tichomořské domoviny Hawaiki. Poblíž mysu Reinga (reinga je maorsky podsvětí) na pevnině Severního ostrova je sukovitý strom Pōhutukawa, údajně je více než 800 let starý. Duše cestují stromem a jeho kořeny až na samé mořské dno, opět se vynořují až na Ohau, kde dávají své poslední sbohem Novému Zélandu před odchodem do Hawaiki.
- North East Island leží zhruba 1 km severovýchodně od Great Island, jeho rozloha je 0,10 km² a dosahuje nadmořské výšky 111 metrů.
- Farmers Rocks leží 0,8 km východně od Great Island, jsou jen 5 metrů nad mořskou hladinou a mají jen několik stovek metrů čtverečních.

## Skupina Southwest
- South West Island je s 0,38 km² druhý největší z Tříkrálových ostrovů, dosahuje nadmořské výšky 207 metrů a leží 4,5 km jihozápadně od Great Island.
- Princes Islands tvoří sedm malých ostrůvků a několik skalisek s celkovou rozlohou 0,2 km², začínají 600 metrů západně od South West Island a sahají dále dalších 1,8 km ve směru od východu k západu. Severovýchodní ostrůvek je nejvyšší a dosahuje výšky 106 metrů nad mořem.
- West Island je s 0,16 km² třetí největší ostrov souostroví, leží 500 metrů jihozápadně od nejzápadnějšího ostrůvku Princes Islands. Dosahuje 177 metrů nad mořem.